# The Jesus and Mary Chain
The Jesus and Mary Chain — шотландський альтернативний гурт, створений братами Джимом та Вільямом Рейд 1983 року. Музика гурту, в якій мелодійність поп-культури 60-х (серед своїх головних музичних орієнтирів брати називали The Ronettes, Beach Boys та гурту Філа Спектора) поєднувалася з похмурістю пост-панку та стінами гітарного фідбеку в дусі The Velvet Underground епохи «White Light/White Heat» і перших альбомів The Stooges, багато в чому вплинула на розвиток таких стилів альтернативної музики, як нойз-рок та шугейз. Широкому слухачеві гурт відомий перш за все за піснею «Just Like Honey» з класичного дебютного альбому Psychocandy 1985 року, що увійшла в саундтрек до фільму «Труднощі перекладу».

## Учасники групи
- Джим Рейд (англ. Jim Reid) — вокал
- Вільям Рейд (англ. William Reid) — гітара
- Дуглас Харт (англ. Douglas Hart) — бас-гітара (Psychocandy)
- Бен Лурі (англ. Ben Lurie) — бас-гітара (Stoned and Dethroned, Munki)
- Боббі Гіллеспі (англ. Bobby Gillespie) — ударні (Psychocandy)
- Стів Монті (англ. Steve Monti) — ударні (Honey's Dead, Stoned and Dethroned)
- Нік Сандерсон (англ. Nick Sanderson) — ударні (Munki)

## Дискографія
- Psychocandy (1985)
- Darklands (1987)
- Barbed Wire Kisses (1988)
- Automatic (1989)
- Honey's Dead (1992)
- The Sound of Speed (1993)
- Stoned and Dethroned (1994)
- Hate Rock N' Roll (1995)
- Munki (1998)
- The Complete John Peel Sessions (2000)
- 21 Singles (2002)
- BBC — Live In Concert (2003)
- Damage and Joy (2017)
- Glasgow Eyes (2024)